# Nowon-gu
Nowon-gu (hangul : 노원구 ; hanja : 蘆原區) est un arrondissement (gu) de Séoul situé au nord du fleuve Han. 

## Quartiers
Nowon est composé de 24 quartiers (dong) regroupés en 5 districts :
- Sanggye-dong (au Nord)
- Junggye-dong (à l'Est)
- Hagye-dong (au Sud)
- Wolgye-dong (au Sud-Ouest)
- Gongneung-dong (au Sud-Est)

## Localisation
Situé à l'extrême Nord-Est de la Capitale, Nowon comprend pour principales frontières :
- à l'Ouest : la rivière Jungnangcheon un confluent du fleuve Han marquant la séparation avec Dobong-gu
- à l'Est : les montagnes de Buramsan et Suraksan (et au-delà des villes comme Namyangju)
- au Nord : la ville de Uijongbu
- au Sud : le district de Jungnang-gu

Wolgye-dong (quartiers Sud-Ouest de Nowon) se situe de l'autre côté du Jungnangcheon, et donc au Sud de Dobong-gu et au Nord-Est de Seongbuk-gu.

## Historique
Avant d'être absorbée par Séoul, cette vaste vallée relativement peu peuplée comprenait quelques villages de paysans dont le nom subsiste aujourd'hui à travers certaines stations de métro (ex Madeul).
En 1988, le vaste arrondissement de Dobong-gu est scindé en deux parties, le Dobong et le Nowon actuels, respectivement à l'Ouest et à l'Est. Nowon se résume au départ à un titanesque projet immobilier ; une ville nouvelle dans la ville, quasi exclusivement consacrée au logement de masse. La majorité des bataillons de blocs d'immeubles a été dressée entre 1988 et 1992, avec des niveaux déjà élevés pour l'époque (une quinzaine d'étages), et une majorité d'appartements de taille modeste destinés à des foyers à revenus souvent limités chassés des quartiers plus centraux par l'explosion des prix de l'immobilier.
Mais la "bed town" s'est progressivement trouvé un âme et, portée par sa forte dynamique démographique, Nowon s'impose aujourd'hui comme un hub majeur au nord de la ville, avec la station de métro Nowon en son cœur :
- au cœur des transports : le carrefour des lignes de métro 4 et 7 accueillera bientôt un City Air Terminal majeur desservant le nord de Séoul et les villes alentour, à la place du terminal du métro (prolongé à Namyangju) et du centre de conduite de Dobong (transféré dans un lieu moins central de l'arrondissement)
- au cœur du commerce : tous types de commerces, avec les principales enseignes nationales et internationales - le grand magasin Midopa ouvert en 1992 est devenu le Lotte Department Store le plus luxueux du nord et le CAT accueillera un grand centre commercial. Le Carrefour situé à Hagye est devenu un Homever en 2006.
- au cœur des décisions : autour de la mairie d'arrondissement se multiplient d'importantes antennes régionales de grands groupes et de sociétés de services (à l'exception notable des groupes étrangers pour le moment)
- au cœur des ambitions culturelles : les baby boomers devenus ados font tourner une dizaine de salles de cinéma. Le centre culturel invite de plus en plus souvent des artistes et spectacles étrangers, la ville se dote d'un nouveau parc central, d'un nouveau stade... Et Nowon se décide à capitaliser sur ses atouts « verts » : les cours d'eau sont restaurés, les parcs régionaux de Suraksan et Buramsan plus fréquentés...

Cet arrondissement traditionnellement populaire devient de plus en plus populaire auprès des spéculateurs avisés, parmi lesquels de nombreux propriétaires au Sud anticipant la chute des prix à Gangnam-gu. Jusqu'ici épargné par la bulle immobilière, Nowon se prépare en effet à rénover ou reconstruire des quartiers entiers tout en s'appuyant sur des fondamentaux sains et une dynamique interne sans équivalent.